# Tim Palmer (physicien)
Pour les articles homonymes, voir Palmer (patronyme).
Timothy Noel Palmer CBE FRS , né le 31 décembre 1952 est un physicien de l'atmosphère britannique spécialisé dans la dynamique et la prévisibilité des conditions météorologiques et climatiques. Parmi diverses réalisations de recherche, il a été le pionnier du développement de techniques de prévision d'ensembles probabilistes pour la prévision numérique du temps et du climat (au Met Office et au Centre européen pour les prévisions météorologiques à moyen terme) . Ces techniques sont désormais standard dans la prévision opérationnelle du temps et du climat dans le monde entier et sont essentielles pour une prise de décision fiable pour de nombreuses applications commerciales et humanitaires.

## Biographie

### Éducation
Tim Palmer détient un diplôme de 1re classe conjoint en mathématiques et physique de l'Université de Bristol  ainsi qu'un PhD, dont la thèse portait sur la relativité générale, de l'Université d'Oxford .

### Recherches
En 2016, Palmer s'est concentré sur le développement de paramétrages stochastiques pour les simulateurs de climat et météo ainsi que sur l'application de techniques de calculs informatiques  permettant de développer des modèles climatiques actualisés régulièrement. Tim Palmer est convaincu que les ressources humaines et informatiques devraient être combinées au niveau mondial afin de pouvoir développer des systèmes de prévision fiables. Il travaille toujours dans le domaine de la physique fondamentale, promouvant le synergique postulat d'ensemble invariant (Invariant set postulate (en)) comme un principe de base.

### Carrière
Après avoir rencontré le géophysicien Raymond Hide, Tim Palmer s'intéresse au climat et se fait embaucher par le Met Office, le service national britannique de météorologie qui l'envoie un an à l'Université de Washington pour passer administrateur scientifique principal. En 1986, il rejoint le Centre européen pour les prévisions météorologiques à moyen terme où il prend la tête de la nouvelle division de prévision et diagnostic. En 2010, Palmer commence à enseigner la physique climatique à l'Université d'Oxford , figurant parmi les professeurs-chercheurs célébrant le 350e Anniversaire de la Royal Society. À Oxford, Tim Palmer est également co-directeur du programme Martin de modélisation et prévision du climat  ainsi que professeur honoraire au Jesus College .

### Honneurs et Récompenses
- 2003 : Membre de la Royal Society en 2003 (List of fellows of the Royal Society elected in 2003 (en)) [1]
- 2004 : Membre de l'Academia Europaea
- 2006 : World Meteorological Organisation Norbert Gerbier-Mumm International Award [10]
- 2010 : Médaille Carl-Gustaf Rossby décerné par l'American Meteorological Society
- 2014 : Médaille Dirac remise par l'Institute of Physics [11]
- 2015 : Commandeur de l'ordre de l'Empire britannique - 2015 New Year's Honours List [PDF] pour services rendus à la science [PDF]
- 2015 : Membre international de la Société américaine de philosophie [12]
- 2017 : Membre international de l'Académie des Lyncéens
- 2018 : Médaille Lewis Fry Richardson décernée par l'Union européenne des géosciences [13]
- 2019 : Membre honorifique de l'American Meteorological Society [14]
- 2020 : Membre honorifique de la Royal Meteorological Society
- 2020 : Membre international de l'Académie nationale des sciences des États-Unis [15]
- 2023 : Lauréat du prix de l'Organisation météorologique internationale[16]